# Campodorus suomi
Campodorus suomi là một loài tò vò trong họ Ichneumonidae.